# Impossible Creatures
Impossible Creatures är ett realtidsstrategispel. Det som i högsta grad skiljer Impossible Creatures från andra strategispel är möjligheten att kombinera olika djurarter, vilka är 51 olika från början. Ytterligare djur kan laddas ned. Kombinationerna, som görs av 2 olika arter per kombination, bildar den armé som används i spelet. En armé kan bestå av upp till 9 olika kombinationer.
Bland spellägena finns kampanj för en spelare, som består av femton uppdrag drivna av en berättelse bakom. Det går även att spela anpassade matcher för en spelare mot datorstyrda spelare, eller för flera spelare.
Det senaste officiella tillägget som släpptes var Insect Invasion, som lägger till fler djur och funktioner i spelet, från 2004.